# Institutet för internationell ekonomi
Institutet för internationell ekonomi, IIES, är ett forskningsinstitut i nationalekonomi knutet till Stockholms universitet. Arbetsspråket är engelska, och institutet benämner sig därför ofta som Institute for International Economic Studies. Institutet bildades på 1960-talet och har främst som funktion att rekrytera unga forskare för vidare forskning vid institutet samt för publicering av forskningsresultat i olika ekonomiska tidskrifter.

## Personer som verkar vid IIES

### Professorer[2]
- Ingvild Almås
- Lars Calmfors (professor emeritus)
- Harry Flam (professor emeritus)
- John Hassler (biträdande föreståndare)
- Per Krusell
- Assar Lindbeck (professor emeritus)
- Mats Persson (professor emeritus)
- Torsten Persson
- Jakob Svensson (föreståndare)
- Peter Svedberg (professor emeritus)

## Chefer
Följande personer har varit chefer (föreståndare) för IIES:
- -1967 Gunnar Myrdal
- 1967-1971: Ingvar Svennilson
- 1971-1995: Assar Lindbeck
- 1998-2009: Torsten Persson
- 2010- 2014 Harry Flam
- 2015- Jakob Svensson